# 北歐航空751號班機空難
北歐航空751號班機是一架由斯德哥爾摩－阿蘭達機場飛往華沙-奧肯切 弗里德里克·肖邦機場的通勤航班。1991年12月27日，一架MD-81在瑞典Gottröra雪地上迫降，機身斷裂造成8人重傷，84人輕傷，無人死亡。
這一事件在瑞典被稱為Gottrörakraschen （英文：Gottröra crash）。

## 历史

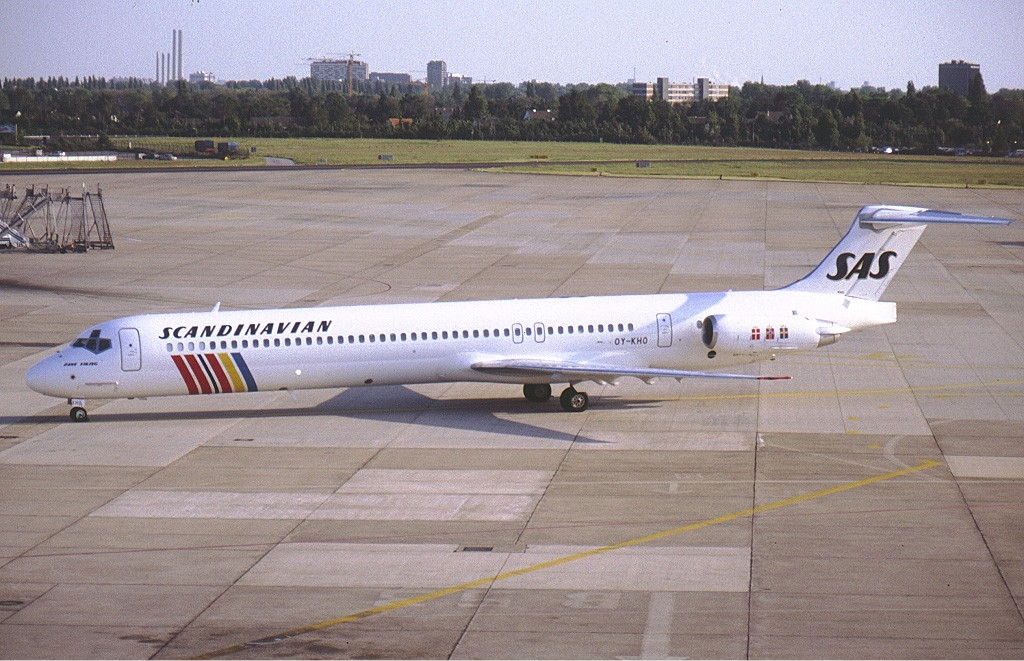
OY-KHO

事故中的飛機為一架MD-81， 註冊編號為OY-KHO， 配有兩台普惠JT8D引擎。
事故前一晚，該飛機剛從蘇黎世飛到斯德哥爾摩，然後飛機被停泊在機場一整晚，此時飛機機翼上已經佈滿積雪。
當時，氣溫下降到約0到1 °C，飛機從斯德哥爾摩起飛前一共除了兩次冰。 第一次除冰後，地勤人員發現機翼上仍然有積雪然後再次除冰，但在第二次除冰作業完成後，該地勤人員並未再次檢查機翼是否殘有積冰或積雪。
當飛機起飛后25秒時，兩台引擎發出爆炸轟鳴聲，機長史蒂芬·拉斯穆森認為是飛機引擎壓縮器失速。於是他把減少油門，降低推力，以減低引擎損耗，但飛機卻自動將油門提高至最大功率，不久後，兩個引擎相繼損壞而停止運作。由於引擎停止運作，飛機上的電源被切斷，機上儀表關閉，機組人員只能依靠後備儀表繼續飛行。機組人員打開機上的輔助動力系統（APU）以提供機上電力。
機組人員嘗試重啟引擎，但此時左引擎的儀表顯示引擎起火，排氣溫度（EGT)高達800攝氏度，並且觸發火警警報，無法重新啟動。
機組人員想讓飛機迫降在附近的波羅的海，但由於高度不足，飛機結果墜毀於瑞典Gottröra密林，機上129人全員生還。

## 調查
瑞典意外事件調查委員會在調查時發現引擎殘骸有許多零件缺失，於是擴大搜索範圍，最後於密林中發現一些引擎碎片。
他們從殘骸中推測出飛機引擎在起飛時發生"喘振"。又發現飛機在機場除冰時，沒有把機翼上的冰全部除去，而在機翼末梢，還殘留著一些冰，飛機起飛時，機翼上的冰由於機翼彎曲導致冰塊脫落被吸入引擎，並且打壞了引擎的葉片，造成引擎喘振。但他們還是不知道爲什麽機組人員想把油門減小，但飛機卻加速。後來，在空難發生近兩個月後，飛機製造商告訴他們，他們在北歐航空的飛機上安裝了一種叫"自動推力恢復系統"（ATR）的系統。這種系統能夠在飛機起飛時增加動力，以免飛機因仰角過大而失速墜毀。當史戴方拉思穆森機長縮小油門時，系統誤認為他要把速度縮小到危險程度，所以加速。而史戴方拉思穆森機長不知道，飛機唯一的解救辦法就是關閉這套系統。

## 紀錄片
此空難被譯為空中浩劫第十季"Pilot Betrayed"。

## 類似事故
调查期间发现之前有多次类似原因的事故
- 復興航空791號班機：為ATR-72型飛機，2002年12月21日凌晨從台北飛往澳門途中，因遭遇積冰問題而失事墜毀於澎湖外海。
- 中國東方航空5210號班機空難：2004年由于机翼冰层污染且未有除冰，在起飞后不久即坠机；
- 美鷹航空4184號班機空難：1994年由于飞入未预见的结冰环境，最终坠机；
- 安大略航空1363號班機空難：1989年由于起飞前未有除冰，最终坠机。
- 全美航空405号班机：紐約市拉瓜迪亞機場，1992年3月22日，一架載著51人的通勤飛機嘗試在跑道上起飛，但駕駛無法讓飛機爬升。全美航空405號班機墜入冰冷的夫勒辛灣，結果造成27人死亡
- 飛箭航空1285號班機空難：從加拿大起飛前往坎貝爾堡不久即失速墜毀，機上所有人罹難
- 聯合航空快運2415號班機空難：從西雅圖經雅基馬飛往帕斯科的英國宇航捷流31在帕斯科三城機場跑道外400英尺處墜毀

## 外部連結
- Radio documentary from Swedish Radio P3 about the incident. (Swedish)[]
- https://www.havkom.se/assets/reports/English/C1993_57e_Gottrora.pdf（页面存档备份，存于）